# Šport u 1911.
◄◄ | ◄ | 1908. | 1909. | 1910. | 1911.  | 1912. | 1913. | 1914. | ► | ►►
Arhitektura • Astronomija • Biologija • Film • Fotografija • Glazba • Kazalište • Kemija • Kiparstvo • Knjige • Književnost • Kršćanstvo • Meteorologija • Medicina • Planinarstvo • Politika • Pravo • Promet • Slikarstvo • Strip • Šport • Televizija • Znanost • Zrakoplovstvo • Željeznički promet
Šport u 1911.

## Svijet

### Osnivanja
- FK Austria Beč, austrijski nogometni klub
- FC Viktoria Plzeň, češki nogometni klub
- PFK CSKA Moskva, ruski nogometni klub
- OFK Beograd, srpski nogometni klub

## Hrvatska i u Hrvata

### Osnivanja
- Građanski Zagreb, hrvatski nogometni klub
- HNK Hajduk, hrvatski nogometni klub
- NK Opatija, hrvatski nogometni klub

### Rođenja
- 1. veljače – Aleksandar Kovačević, atletičar († 1979.)
- 4. veljače – Rudolf Markušić, hrvatski atletičar († 1946.)

## Vanjske poveznice
|  | Zajednički poslužitelj ima još gradiva o temi Šport u 1911. |